# José Masi del Castillo
José Masi del Castillo (n. 1840) fue un xilógrafo español de la segunda mitad del siglo XIX.

## Biografía
Grabador en madera, nació en Madrid en 1840 y fue discípulo de la Escuela superior dependiente de la Academia de San Fernando, donde alcanzó varios premios, y posteriormente de los artistas ingleses Crastons y Carter. Existe un gran número de grabados de su mano en la Crónica de la guerra de África, El Mando Militar, La Ilustración Española y Americana, La Ilustración Gallega y Asturiana, La Ilustración Militar, La Academia, Gaceta Agrícola, Los Niños, La Niñez y en obras científicas, didácticas y recreativas.